# Witold Wołodkiewicz
Witold Ludwik Wołodkiewicz (ur. 23 października 1929 w Warszawie, zm. 13 lutego 2021 w Warszawie) – polski prawnik, profesor nauk prawnych, specjalista w zakresie prawa rzymskiego i europejskiej kultury prawnej, znawca kultury antycznej, adwokat.

## Życiorys
W 1948 roku ukończył Państwowe Gimnazjum i Liceum im. Stefana Batorego w Warszawie. W roku 1952 ukończył studia na Wydziale Prawa i Administracji Uniwersytetu Warszawskiego, gdzie był uczniem m.in. Edwarda Gintowta i Eduardo Volterry. Doktoryzował się w roku 1961 (temat rozprawy doktorskiej: „Stanowisko materfamilias w prawie rzymskim”). Habilitował się w roku 1968 (temat monografii habilitacyjnej: „Obligationes ex variis causarum figuris w rzymskim prawie klasycznym”). Odbywał uzupełniające studia zagraniczne we Włoszech (w Istituto Universitario di studi Europei w Turynie oraz w Istituto di Diritto Romano w Rzymie). Tytuł profesora nauk prawnych uzyskał w 1978 r.
Przez całej swoje życie zawodowe związany był z Uniwersytetem Warszawskim – przede wszystkim z Wydziałem Prawa i Administracji, a od 1998 r. również z Wydziałem „Artes Liberales”. Został także nauczycielem akademickim na Wydziale Prawa Uniwersytetu SWPS w Warszawie. Ponadto był kierownikiem Katedry Prawa Rzymskiego w Europejskiej Wyższej Szkole Prawa i Administracji, a w latach 2002–2007 pełnił funkcję rektora tej uczelni.
Był cenionym na świecie znawcą prawa rzymskiego i współtwórcą polskiej romanistyki prawniczej. Opublikował ponad 150 artykułów w kraju oraz za granicą, w tym cenioną pracę: „Obligationes ex variis causarum figuris" (1968). Specjalizował się w prawie rzymskim klasycznym, kulturze antycznej i europejskiej. Prowadził studia nad znaczeniem prawa rzymskiego w rozwoju kultury europejskiej, badał regulacje stosunków zobowiązaniowych zawarte w tym prawie oraz nastawienie reżimów autorytarnych do ducha i litery rzymskiego prawa.  Wykładał na wielu uniwersytetach zagranicznych, głównie we Włoszech i Francji (np. w prestiżowej École Pratique des Hautes Études czy na uniwersytecie Panthéon-Sorbonne w Paryżu). Był członkiem Rady Naukowej Centro Romanistico Internazionale uniwersytetów w Neapolu, Katanii, Messynie i Catanzaro. Piastował funkcję przewodniczącego Komisji Praw Antycznych Polskiej Akademii Nauk oraz przewodniczącego Komitetu Nauk o Kulturze Antycznej PAN.
Przez wiele lat czynny zawodowo adwokat, był członkiem kolegium redakcyjnego Pisma Adwokatury Polskiej „Palestra”. Odpowiadał także za wybór i rozmieszczenie inskrypcji łacińskich na kolumnadzie gmachu Sądu Najwyższego RP w Warszawie.
W 1998 r. został odznaczony Krzyżem Komandorskim Orderu Odrodzenia Polski.

## Wybrane publikacje[11]
- Obligationes ex variis causarum figuris – Studia nad źródłami zobowiązań w rzymskim prawie klasycznym, Warszawa (PWN), 1968 (książka została wydana również w języku włoskim).
- Rzymskie korzenie współczesnego prawa cywilnego, Warszawa 1978,
- Con una nota di lettura di Witold Wołodkiewicz, Napoli (Jovene) 1983,
- Jean Bodin, Iuris universi distributio. Les trois premières éditions. Con una nota di lettura di Witold Wołodkiewicz, Napoli (Jovene) 1985,
- D. Diderot – A. G. Boucher d´Argis – L. chevalier de Jaucourt, Le droit romain et l'Encyclopédie. 31 articles. Con una nota di lettura di Witold Wołodkiewicz, Napoli (Jovene) 1986,
- Prawoznawstwo w poglądach i ujęciu Encyklopedystów, Warszawa 1990,
- Prawo rzymskie – Instytucje, [wespół z M. Zabłocką],
- Regulae iuris. Łacińskie inskrypcje na Kolumnach Sądu Najwyższego Rzeczypospolitej Polskiej, [wespół z A. Kacprzak i J. Krzynówkiem],
- Czy prawo rzymskie przestało istnieć?, Kraków (Zakamycze) 2003,
- Europa i prawo rzymskie. Szkice z historii europejskiej kultury prawnej, Warszawa (Wolters Kluwer) 2009,
- Itinerari di un giurista europeo. Dall’Università di Varsavia alla Federico II, Napoli (Jovene) 2010.